# Psychotria pacimonica
Psychotria pacimonica är en måreväxtart som beskrevs av Johannes Müller Argoviensis. Psychotria pacimonica ingår i släktet Psychotria och familjen måreväxter. Inga underarter finns listade i Catalogue of Life.